# Pristimantis ventrigranulosus
Pristimantis ventrigranulosus es una especie de anfibio anuro de la familia Craugastoridae.

## Distribución geográfica
Esta especie es endémica de Goiás en Brasil. Se encuentra en Piranhas a unos 400 m sobre el nivel del mar. La localidad tipo es Fazenda Macaúba (16° 35′ 23″ S; 51° 47′ 43″ W), Municipalidad Piranhas, Estado de  Goiás.

## Publicación original
- Macial, Vaz-Silva, de Oliveira & Padial, 2012: A new species of Pristimantis (Anura: Strabomantidae) from the Brazilian Cerrado. Zootaxa, n.º 3265, p. 43-56.[3]